# Geografia Nigerii
Nigeria jest dużym państwem afrykańskim położonym w Afryce Zachodniej nad Zatoką Gwinejską. Nazwa kraju pochodzi od rzeki Niger, która odwadnia znaczną część kraju. Nigeria jest najludniejszym krajem Afryki, przy czym kraj zajmuje jedynie 3% powierzchni kontynentu afrykańskiego.

## Powierzchnia i granice

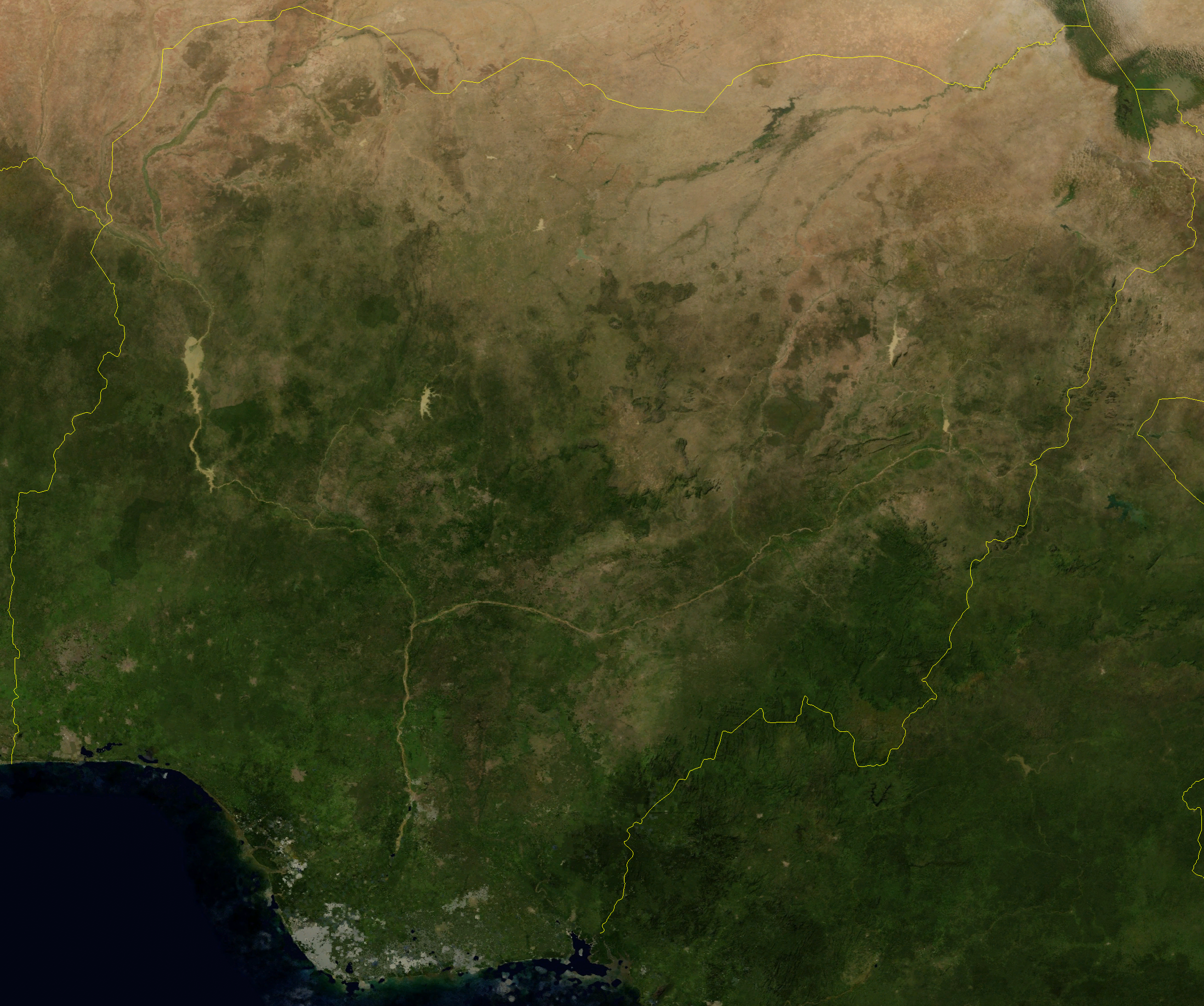
Obszar Nigerii widziany z satelity

Powierzchnia:
łączna: 923,768 km²
ląd: 910,768 km²
wody: 13,000 km²
Granice:
długość łączna: 4,047 km
długość granic z poszczególnymi krajami:
Benin – 773 km, Kamerun – 1690 km, Czad – 87 km, Niger – 1497 km
Długość wybrzeża: 853 km

## Budowa geologiczna i rzeźba
Nigeria jest krajem o urozmaiconej rzeźbie terenu. Występują tam zarówno niziny, jak i wyżyny oraz płaskowyże w północnej części kraju. Także jej wschodnie krańce są wyżynne z licznymi wzniesieniami i górami. Najstarszą formacją geologiczną są trzy wzniesienia pochodzące z prekambru. Oddzielone są one dolinami rzek: Nigru i Benue. Te obszary znajdują się w północnej, południowo-zachodniej i wschodniej części kraju. Skały prekambryjskie zbudowane są z granitów, gnejsów i bazaltów. Z okresu kredy pochodzą piaskowce oraz wapienie. Najmłodsze utwory geologiczne występują na nizinie nadbrzeżnej na południu kraju. Są to iły pochodzenia rzecznego i piaski, które pochodzą z czwartorzędu. Pod koniec trzeciorzędu na obszarze dzisiejszej Nigerii, wystąpiły silne ruchy tektoniczne i wybuchy wulkanów. Powstało wtedy zapadlisko tektoniczne, wypełnione obecnie przez doliny Nigru i Benue.
Teren Nigerii jest co prawda urozmaicony pod względem rzeźby terenu, jednak przeważająca część kraju to prekambryjskie płaskowyże. Występuje też tam kilka obszarów równinnych położonych na różnych wysokościach. Plateau of Yorubaland jest zachodnim płaskowyżem mającym od 300 do 600 m n.p.m. Na niższych poziomach znajdują się płaskowyże Hausa i Nassarawa oraz Bauczi. Wznoszą się one od 400 do 900 m n.p.m. Ponad nimi na wysokości ponad 1200 m n.p.m. wznosi się wyżyna Dżos. Wyżyna leży w środkowej części Nigerii na północ o rzeki Benue. Wyżyna wznosi się do wysokości 1780 m n.p.m. Najwyższym jej szczytem jest góra Shere Hill o wysokości 1791 m n.p.m. Płaskowyże mają charakter równinny i są poprzecinane szerokimi dolinami rzek i łańcuchami wzniesień. We wschodniej części kraju charakterystycznym elementem krajobrazu są zerodowane stożki wulkaniczne.
Najwyższe rejony Nigerii leżą w jej wschodnich krańcach. Wzdłuż środkowej części granicy z Kamerunem, na południowym wschodzie, krajobraz jest bardziej urozmaicony. Występują tam wyżyny powyżej 1500 m n.p.m. We wschodnich krańcach kraju znajdują się też góry, z najwyższym szczytem Chappal Waddi o wysokości 2419 m n.p.m.
Niziny zajmują 40% powierzchni kraju, ciągnąc się szerokim pasem ze wschodu na zachód. Tereny do 150 m n.p.m. od linii brzegowej w głąb kraju mają szerokość do 200 km. Obszary do 400 m n.p.m. sięgają od 250 km na zachodnie do ponad 300 km w dolinie Nigru i na wschodzie. Krajobraz nizin jest urozmaicony łańcuchami wzgórz i szerokimi dolinami rzecznymi.

## Klimat

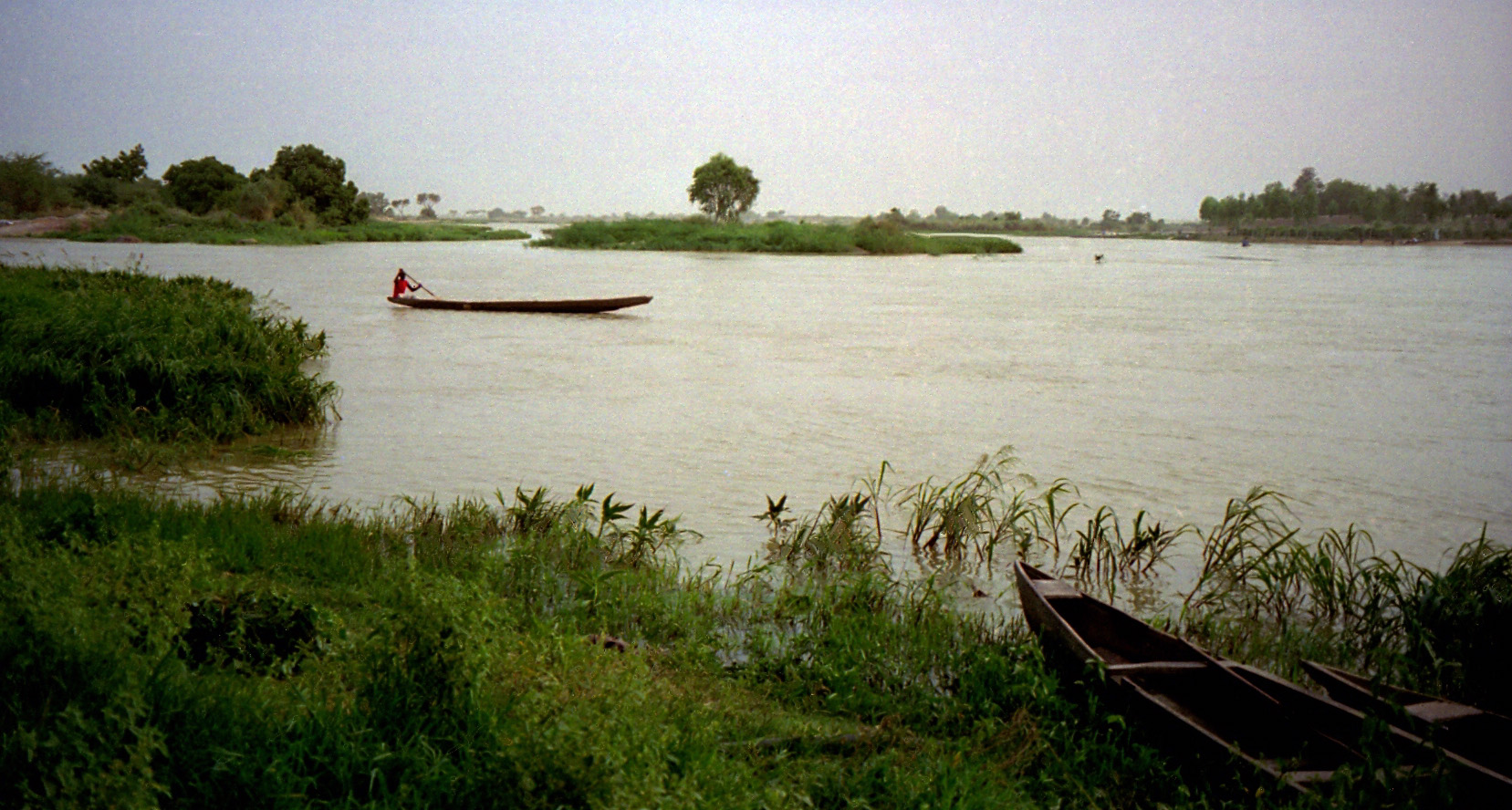
Rzeka Niger

Nigeria należy do gorącej strefy międzyzwrotnikowej, gdzie występują dwa typy klimatu: równikowy na południu i podrównikowy na północy. Dodatkowo podrównikowy dzieli się na wilgotny i suchy z porami deszczowymi i suchymi. Pogodę w Nigerii kształtują dwie masy powietrza. Wilgotne znad Zatoki Gwinejskiej i suche, kontynentalne z głębi lądu. Północne rejony dostają się pod wpływ suchego zwrotnikowego powietrza w okresie zimowy (pora sucha).
Klimat równikowy na południu cechuje się stałymi temperaturami od 26–29 °C i dużymi opadami przez cały rok ponad 2000 mm. Wartości te dochodzą do nawet 3000 mm rocznie, a wilgotność nigdy nie spada poniżej 80%. Najwięcej opadów i najwyższa wilgotność cechuje deltę Nigru.
Im dalej na północ, tym klimat staje się bardziej suchy. W środkowym pasie kraju (8-10°N), gdzie klimat jest podrównikowy, temperatury są bardziej zróżnicowane. To samo dotyczy opadów, gdzie można wyróżnić dwie wyraźne pory deszczowe. W czasie suchoty jest gorąco, temperatury w dzień przekraczają 30 °C, a nocy spadają o kilka stopni. Opady wahają się od 1000 do 2000 mm. Sucha odmiana klimatu podrównikowego oznacza wysokie amplitudy, jedną porę deszczową i niskie opady. Pomiędzy 10 a 12°N, roczny opad to 500 do 900 mm. Temperatury wahają się od 24 °C w czasie pory deszczowej do 34, a nawet 36 °C na kilka tygodni przed opadami. Największe upały występują na kilka tygodni przed porą deszczową, potem powietrze gwałtownie się ochładza.
Jeszcze dalej na północ (13 – 14°48'N) klimat podrównikowy nabiera cech klimatu wybitnie suchego. To oznacza niską wilgotność, niskie opady i wysokie amplitudy temperatur. W czasie deszczów i bezpośrednio po nich temperatura wynosi w granicach 23 °C. W czasie największej suchoty kilka tygodni przed deszczami temperatury dochodzą do 40 °C, a w nocy spadają o połowę. Opady wynoszą od 300 mm na samej północy do maksymalnie 700 mniej więcej na linii 12°N. Pora deszczowa na północy trwa około trzech miesięcy.

## Wody
Pomimo obecności jednej z największych rzek afrykańskich – Nigru, który przepływa przez cały kraj, zasoby wodne nie są bogate. Niektóre cieki wodne na północy i w środkowej części kraju wysychają w porze suchej. Ludność musi magazynować wodę w czasie pory deszczowej. Około 65% powierzchni kraju odwadnia wpływający do Zatoki Gwinejskiej – Niger, którego większość dopływów jak Benue czy Kaduna jest lewostronnych. Większość rzek, zwłaszcza te południowej części kraju jest żeglownych z powodu braku progów i wodospadów. Resztę powierzchni Nigerii odwadniają rzeki płynące do Płaskowyżu Północnośrodkowego i do jeziora Czad.
Największym naturalnym zbiornikiem wodnym jest jezioro Czad, którego południowa część należy do terytorium Nigerii. Niewielkie jeziora kraterowe występują w północno-wschodniej Nigerii. W środkowo-zachodniej części kraju występują dwa największe sztuczne zbiorniki wodne. Są to Kainji na Nigrze oraz Shiroro na rzece Kaduna. Powstały one w wyniku zbudowania tam.

## Gleby
W południowo-wschodniej części kraju, gdzie lasy równikowe uległy znacznej degradacji, występują czerwono-żółte gleby ferralitowe (ferralsole), oraz akrisole. Pas nadbrzeżny Nigerii jest pokryty czerwonymi glebami ferralitycznymi (nitisole), mają one nieco większą zawartej w sobie próchnicy niż ferralsole. Największą powierzchnię kraju zajmują gleby fersialitowe i żelaziste gleby płowe (luwisole). Gleby te pokrywają rozległe obszary na płaskowyżach w południowo-zachodniej i północnej części kraju. Północne rejony, gdzie występuje sawanna sudańska, znaczne obszary są pokryte arenosole, o barwie czerwonobrązowej. Aluwialne fluwisole występują w delcie Nigru.

## Flora
Roślinność Nigerii, która układa się równoleżnikowo, zgodnie ze strefami klimatycznymi dzieli się na cztery typy: lasy namorzynowe na wybrzeżu, lasy bagienne w Delcie Nigru, lasy tropikalne w południowej części kraju i mozaikę leśno-sawannową. Dodatkowo północne krańce Nigerii, zwłaszcza w rejonie jeziora Czad są pokryte suchymi sawannami, charakterystycznymi dla strefy Sahelu.
Lasy równikowe charakteryzują się wysokimi drzewami i bogactwem gatunków. Lasy bagienne są uboższe z przewagą palmy rafia. Pierwotnie wilgotne lasy deszczowe zajmowały cały pas południowej Nigerii, jednak obecnie są mocno zdegradowane. Sawanny, które zajmują większą część kraju, dzielą się na trzy typy: sawanna gwinejska, która zajmuje 40% powierzchni kraju, dalej na północny występuje sawanna sudańska, i w końcu sawanna sahelska, zajmująca niewielki obszar. Im dalej na północ tym roślinność jest uboższa, zmniejsza się zadrzewienie i ogólne zagęszczenie roślinności.

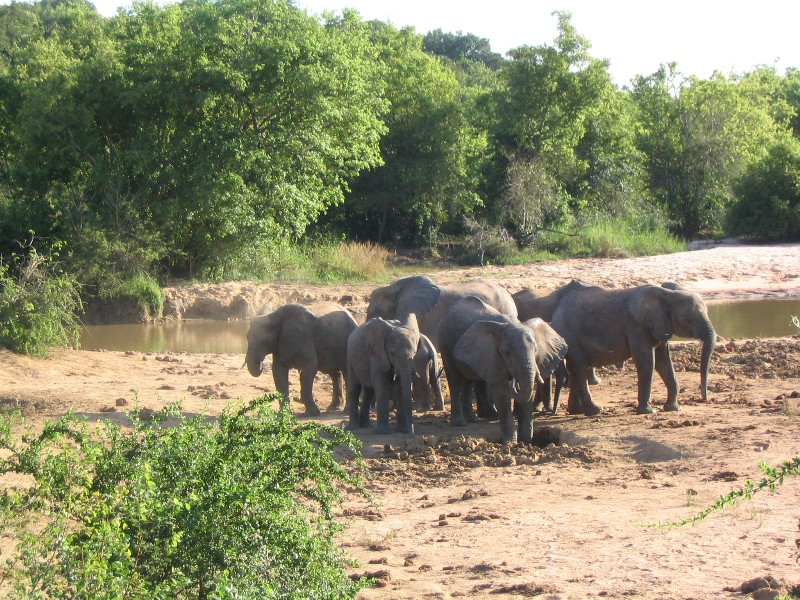
Stado słoni w rezerwacie Yankari

## Fauna
W wyniku działań człowieka (rolnictwo) zasięg występowania dzikiej zwierzyny uległ zmniejszeniu. Zmniejszeniu uległa także liczba gatunków, zwłaszcza w przypadku goryli, które kiedyś zamieszkiwały lasy deszczowe w pobliżu granicy z Kamerunem. Tylko na terenach parków narodowych można spotkać wiele dziko żyjących gatunków zwierząt. Licznie występują ptaki i gady oraz małe ssaki. Takie zwierzęta jak hipopotamy, żyrafy, lwy i lampart występują w rzadkości. Dużo jest gatunków antylop i małp, jednak dotyczy to tylko obszarów chronionych. Marginalna jest populacja słoni, które występują tylko w rezerwacie Yankari, a ich liczebność nie przekracza tysiąca. Co więcej rezerwat Yankari zawiera największą populację słoni w Afryce Zachodniej.